# Agía Paraskeví (Ádele, Réthymnon)
Pour les articles homonymes, voir Agía Paraskeví (homonymie).
Agía Paraskeví, en grec moderne : Αγία Παρασκευή, est un village du dème de Réthymnon, en Crète, en Grèce. Selon le recensement de 2011, la population d'Agía Paraskeví compte 246 habitants. Le village est situé à une altitude de 120 m et à une distance de 5 km au sud-est de Réthymnon.